# Isobel Gowdie
Isobel Gowdie (Auldearn, kraj Nairna, oko 1630. - ?, oko 1662.), škotska žena optužena kao vještica zbog tobožnjeg bavljenja vještičarstvom i magijom. Zanimljivost njenog slučaja bila je u tome što je navodno svjedočila bez primjene mučenja, zbog čega je njen iskaz potvrdio ondašnje prihvaćene teorije o vješticama među društvom tog vremena i pridonijelo podizanju novog vala progona vještica u Škotskoj za vrijeme vladavine škotskog kralja Karla II. (1660.-1685.).
U travnju 1662. godine, Gowdie je svjedočila na sudu da je bila u savezu s vragom zadnjih petnaest godina, a sve je počelo nakon što je sklopila ugovor s vragom i odrekla se kršćanske vjere. U četiri odvojene ispovijedi koje su se odvile tijekom razdoblja od šest tjedana, izjavila je kako je odlazila na sabate s drugim vješticama, a u tim prilikama je jedan od prvih puta zabilježeno svjedočenje o vješticama koje se sastaju u grupama od trinaest, što je kasnije postao uobičajan primjer kovena. Njena svjedočenja označila su prijelaz iz popularnog vjerovanja o vještičarstvu kao praostatku pretkršćanske religije u vjerovanje o vještičarstvu kao postkršćanskom sotonističkom kultu. Gowdie je također tvrdila kako se ona i njene kolege vještice mogu pretvarati u životinje i mijenjati atmosferske prilike.
Današnja analiza Isobelinog svjedočenja fokusira se na pretpostavku da je ona bila mentalno poremećena, što su možda zaključili i sucu, budući da nema sačuvanih dokumenata o njenom pogubljenju.